# Records des Timberwolves du Minnesota
Cette page liste les records de l'équipe et des joueurs des Timberwolves du Minnesota depuis leur création en 1989.

## Records individuels en saison régulière
Légende: En Gras : joueurs encore en activité en NBA.

### En carrière
| Statistique             | Joueur          | Record |
| ----------------------- | --------------- | ------ |
| Matchs joués            | Kevin Garnett   | 970    |
| Points                  | Kevin Garnett   | 19 201 |
| Passes décisives        | Kevin Garnett   | 4 216  |
| Interceptions           | Kevin Garnett   | 1 315  |
| Total de rebonds        | Kevin Garnett   | 10 718 |
| Contres                 | Kevin Garnett   | 1 590  |
| Tirs marqués            | Kevin Garnett   | 7 647  |
| 3 points inscrits       | Anthony Edwards | 1 109  |
| Lancers francs inscrits | Kevin Garnett   | 3 743  |
| Pertes de balles        | Kevin Garnett   | 2 404  |

### Sur un match
| Statistique                | Joueur                                    | Record | Date                                                    |
| -------------------------- | ----------------------------------------- | ------ | ------------------------------------------------------- |
| Minutes                    | Sam Mitchell                              | 58     | 3 février 1991                                          |
| Points                     | Karl-Anthony Towns                        | 62     | 22 janvier 2024                                         |
| Paniers marqués            | Karl-Anthony Towns                        | 21     | 22 janvier 2024                                         |
| Paniers tentés             | Karl-Anthony Towns Anthony Edwards        | 35     | 22 janvier 2024 7 mars 2024                             |
| Paniers à 3 points réussis | Malik Beasley                             | 11     | 9 mars 2022                                             |
| Paniers à 3 points tentés  | Anthony Edwards                           | 18     | 13 avril 2025                                           |
| Lancers francs réussis     | Kevin Love Anthony Edwards                | 19     | 27 décembre 2011 17 mars 2025                           |
| Lancers francs tentés      | Kevin Love                                | 24     | 27 décembre 2011                                        |
| Rebonds défensifs          | Kevin Garnett Al Jefferson                | 23     | 5 décembre 2003 12 janvier 2005 13 janvier 2010         |
| Rebonds offensifs          | Al Jefferson Kevin Love                   | 12     | 26 novembre 2008 12 novembre 2010                       |
| Total rebonds              | Kevin Love                                | 31     | 12 novembre 2010                                        |
| Passes décisives           | Ricky Rubio                               | 19     | 13 mars 2017                                            |
| Interceptions              | Tyrone Corbin Terrell Brandon Ricky Rubio | 8      | 30 mars 1990 24 mars 2000 3 avril 2013 16 décembre 2015 |
| Contres                    | Randy Breuer Rasho Nesterovic             | 9      | 13 avril 1990 10 mars 2003                              |
| Balles perdues             | Karl-Anthony Towns                        | 11     | 5 avril 2019                                            |

## Records individuels en Playoffs

### En carrière
| Statistique             | Joueur          | Record |
| ----------------------- | --------------- | ------ |
| Matchs joués            | Kevin Garnett   | 47     |
| Points                  | Anthony Edwards | 1 130  |
| Passes décisives        | Kevin Garnett   | 236    |
| Interceptions           | Kevin Garnett   | 63     |
| Total de rebonds        | Kevin Garnett   | 628    |
| Contres                 | Kevin Garnett   | 88     |
| Tirs marqués            | Kevin Garnett   | 415    |
| 3 points inscrits       | Anthony Edwards | 130    |
| Lancers francs inscrits | Anthony Edwards | 208    |
| Pertes de balles        | Kevin Garnett   | 161    |

### Sur un match
| Statistique                | Joueur                                                           | Record | Date                                                  |
| -------------------------- | ---------------------------------------------------------------- | ------ | ----------------------------------------------------- |
| Minutes jouées             | Wally Szczerbiak                                                 | 50     | 24 avril 2003                                         |
| Points                     | Anthony Edwards                                                  | 44     | 12 mai 2024                                           |
| Paniers marqués            | Anthony Edwards                                                  | 17     | 4 mai 2024                                            |
| Paniers tentés             | Kevin Garnett                                                    | 31     | 24 avril 2004                                         |
| Lancers francs réussis     | Troy Hudson                                                      | 15     | 22 avril 2003                                         |
| Lancers francs tentés      | Kevin Garnett Anthony Edwards                                    | 17     | 24 avril 2002 27 avril 2025                           |
| Paniers à 3 points réussis | Latrell Sprewell Sam Cassell Anthony Edwards Naz Reid            | 7      | 21 avril 2004 4 mai 2004 28 avril 2024 24 mai 2024    |
| Paniers à 3 points tentés  | Anthony Edwards                                                  | 14     | 10 mai 2025                                           |
| Rebonds défensifs          | Kevin Garnett                                                    | 20     | 21 avril 2004 29 mai 2004                             |
| Rebonds offensifs          | Dean Garrett                                                     | 12     | 29 avril 1997                                         |
| Total rebonds              | Rudy Gobert                                                      | 24     | 30 avril 2025                                         |
| Passes décisives           | Stephon Marbury                                                  | 13     | 29 avril 1997                                         |
| Interceptions              | Anthony Peeler Trenton Hassell Latrell Sprewell Donte DiVincenzo | 5      | 28 avril 2001 27 avril 2004 16 mai 2004 27 avril 2025 |
| Contres                    | Kevin Garnett                                                    | 6      | 8 mai 2004                                            |
| Balles perdues             | Kevin Garnett                                                    | 10     | 2 mai 1998                                            |

## Records de la franchise

### Sur une saison
| Statistique                    | Record | Moyenne par match         | Saison    |
| ------------------------------ | ------ | ------------------------- | --------- |
| Points marqués                 | 9 507  | 115,9 points / match      | 2021-2022 |
| Rebonds                        | 3 673  | 44,8 rebonds / match      | 2018-2019 |
| Passes décisives               | 2 205  | 26,9 passes / match       | 1999-2000 |
| Interceptions                  | 789    | 9,6 interceptions / match | 1989-1990 |
| Contres                        | 557    | 6,8 contres / match       | 1996-1997 |
| Tirs marqués                   | 3 515  | 42,9 tirs / match         | 2022-2023 |
| Tirs tentés                    | 7 483  | 91,2 tirs / match         | 2018-2019 |
| Pourcentage au tir             | 49,0%  | /                         | 2022-2023 |
| 3 points marqués               | 1 233  | 15,0 tirs / match         | 2024-2025 |
| 3 points tentés                | 3 386  | 41,3 tirs / match         | 2021-2022 |
| Pourcentage à 3 points         | 38,7%  | /                         | 2023-2024 |
| Lancers francs marqués         | 1 824  | 22,2 tirs / match         | 1994-1995 |
| Lancers francs tentés          | 2 355  | 28,7 tirs / match         | 1994-1995 |
| Pourcentage aux lancers francs | 80,4%  | /                         | 2017-2018 |
| Pertes de balles               | 1 478  | 18 pertes / match         | 1993-1994 |